# Ectropothecium effusum
Ectropothecium effusum är en bladmossart som beskrevs av Theodor Carl Karl Julius Herzog 1920. Ectropothecium effusum ingår i släktet Ectropothecium och familjen Hypnaceae. Inga underarter finns listade i Catalogue of Life.